# Discours sur les lamas
Le Discours sur les lamas (chinois simplifié : 喇嘛说 ; chinois traditionnel : 喇嘛說 ; pinyin : lǎma shuō) est un édit de l'empereur mandchou Qianlong de 1792, organisant, par le tirage au sort dans l'urne d'or, le choix des pontifes mongols et tibétains.

## Origines de l'édit
L'empereur se méfie des clans et grandes familles (tibétaines comme mongoles). Il se déclare scandalisé par le fait que les grands pontifes soient toujours trouvés dans les mêmes familles et exprime son point de vue sur le sujet, dans un édit, le célèbre « Discours sur les lamas », inscrit sur la stèle quadrilingue du temple lamaïque Yonghe gong à Pékin.

## Teneur de l'édit
Par cet édit de 1792, l'empereur Qianlong affirme le patronage officiel de la dynastie Qing sur le bouddhisme tibétain de l'école géloug qui jouit d'une grande popularité parmi ses adeptes mongols. 
Écrit en quatre langues (chinois, mandchou, mongol et tibétain), l'édit proclame que les Mandchous et de façon ultime Qianlong détiennent la souveraineté  universelle  et que la Cour reconnaît officiellement à la fois le dalaï-lama et le panchen lama. 
Il proclame également que contrairement aux Mongols, les Mandchous n'ont jamais utilisé le terme de dishi (帝师, « précepteur impérial ») pour caractériser la relation entre l'Empereur et le pontife tibétain. 
Cependant, le terme de guoshi (国师/國师, « enseignant du royaume ») est réservé à Lcang Skya, confident de l'empereur Qianlong, ainsi que haut lama représentant la cour des Qing dans les affaires tibétaines. 
L'édit rejette toute prétention du pontife à une quelconque supériorité spirituelle sur l'Empereur et rétablit la hiérarchie entre pontife et patron.
Il déclare que la sélection des dalaï-lamas ne sera plus concentrée dans les mains de certains lignages mongols ou tibétains. 
À la place, les noms des candidats à la réincarnation seront placés dans une urne d'or et le choix se fera lors d'une cérémonie publique par tirage au sort afin d'assurer la plus complète impartialité. 
L'inscription proclame que Qianlong, en tant que dévot du bouddhisme tibétain et empereur, non seulement comprend ce bouddhisme mais qu'il a le droit de décider des changements qu'il apporte en tant qu'Empereur.

## Les urnes d'or
Il existe deux urnes d'or. La première, gardée au temple de Jokhang, servait à désigner le dalaï-lama et le panchen-lama, la seconde, gardée dans le temple de Yonghe à Pékin, servait à désigner le Bogdo Gegen[citation nécessaire] mongol, sous la responsabilité du bureau chargé des affaires des dépendances de l'empire (le Lifan yuan),. 

## Conservation
Selon Isabelle Charleux, la stèle du « Discours sur les lamas », théoriquement publique, est en fait presque illisible.

## Galerie

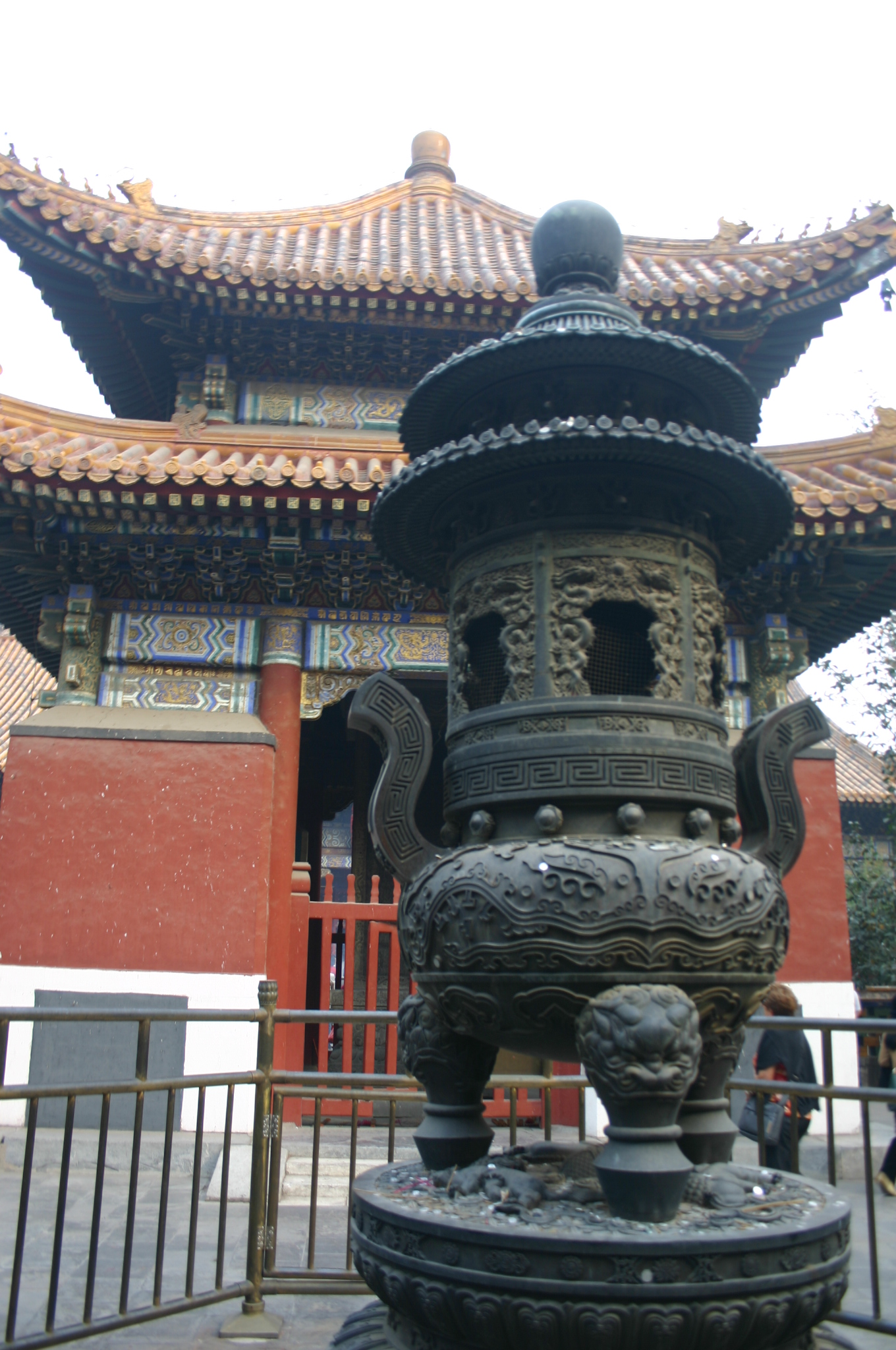
pavillon abritant la stèle en quatre langues au temple de Yonghe de Pékin.
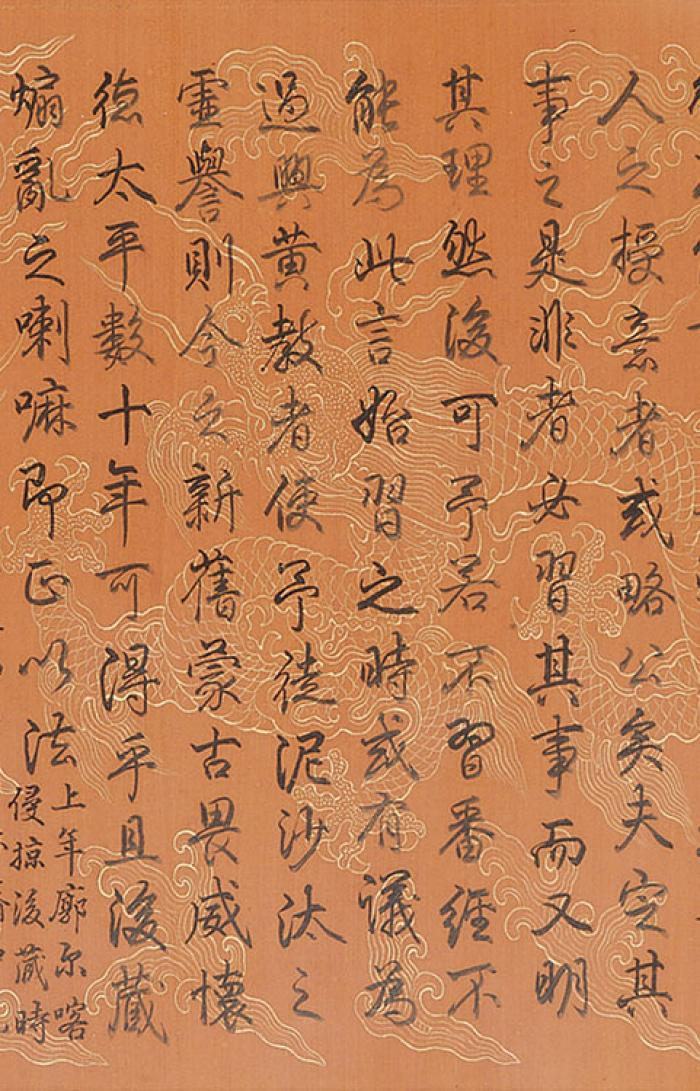
Extrait d'une version en chinois du texte, calligraphiée à l'encre.